# Sarojusticia kempeana
Sarojusticia kempeana là một loài thực vật có hoa trong họ Ô rô. Loài này được (F. Muell.) Bremek. miêu tả khoa học đầu tiên năm 1962.